# Port lotniczy Teheran-Mehrabad
Port lotniczy Teheran-Mehrabad (IATA: THR, ICAO: OIII) – port lotniczy położony 5 km na zachód od centrum Teheranu, stolicy Iranu. Jest jednym z największych portów lotniczych w kraju, mimo tego, że został on w dużej mierze zastąpiony nieco bardziej oddalonym od centrum miasta portem lotniczym Teheran-Imam Khomeini. Od 2008 roku Mehrabad obsługuje głównie ruch wewnątrz kraju, a loty międzynarodowe ograniczają się prawie wyłącznie do sezonowych pielgrzymek do Mekki.